# Ада (школа)
Общеобразовательная школа I-III ступеней «Ада» — частная школа, существовавшая более 20 лет в городе Кременчуг (Полтавская область, Украина).

## История
Школа была основана в 1991 году Дериенко Иваном Ивановичем, старшим преподавателем кафедры высшей математики Кременчугского университета. Школа получила название в честь Ады Лавлейс, математика и первой женщины-программиста. День школы отмечался 19 октября.
Основной корпус располагался в Автозаводском районе по адресу: улица Халаменюка, дом 10А (бывшее здание детского сада №40). Здание младшей школы находилось в Крюковском районе по адресу: улица Манагарова д.5А. В городе Комсомольск (ныне Горишние Плавни, Полтавская область) размещался филиал на базе средней общеобразовательной школы №1 по адресу: улица Мира, дом 5. При школе также имелся детский сад.
В первый год в школе обучалось 24 ученика. В последующие годы число учеников выросло и в 2006 году достигло 251. В Комсомольском филиале обучалось 120 человек.
В результате смены управляющего состава в 2010 году школа перешла в структуру Института экономики и новых технологий (ИЭНТ). Новым директором стала Бражененко Вита Анатольевна. После нескольких последующих смен директоров в 2012 году школа «Ада» была закрыта. В год закрытия в школе обучалось 87 детей, детсад при школе посещало 40 детей.

## Учебный процесс
Обучение велось на платной основе. Ученики были обеспечены учебной литературой из библиотечного фонда школы. 

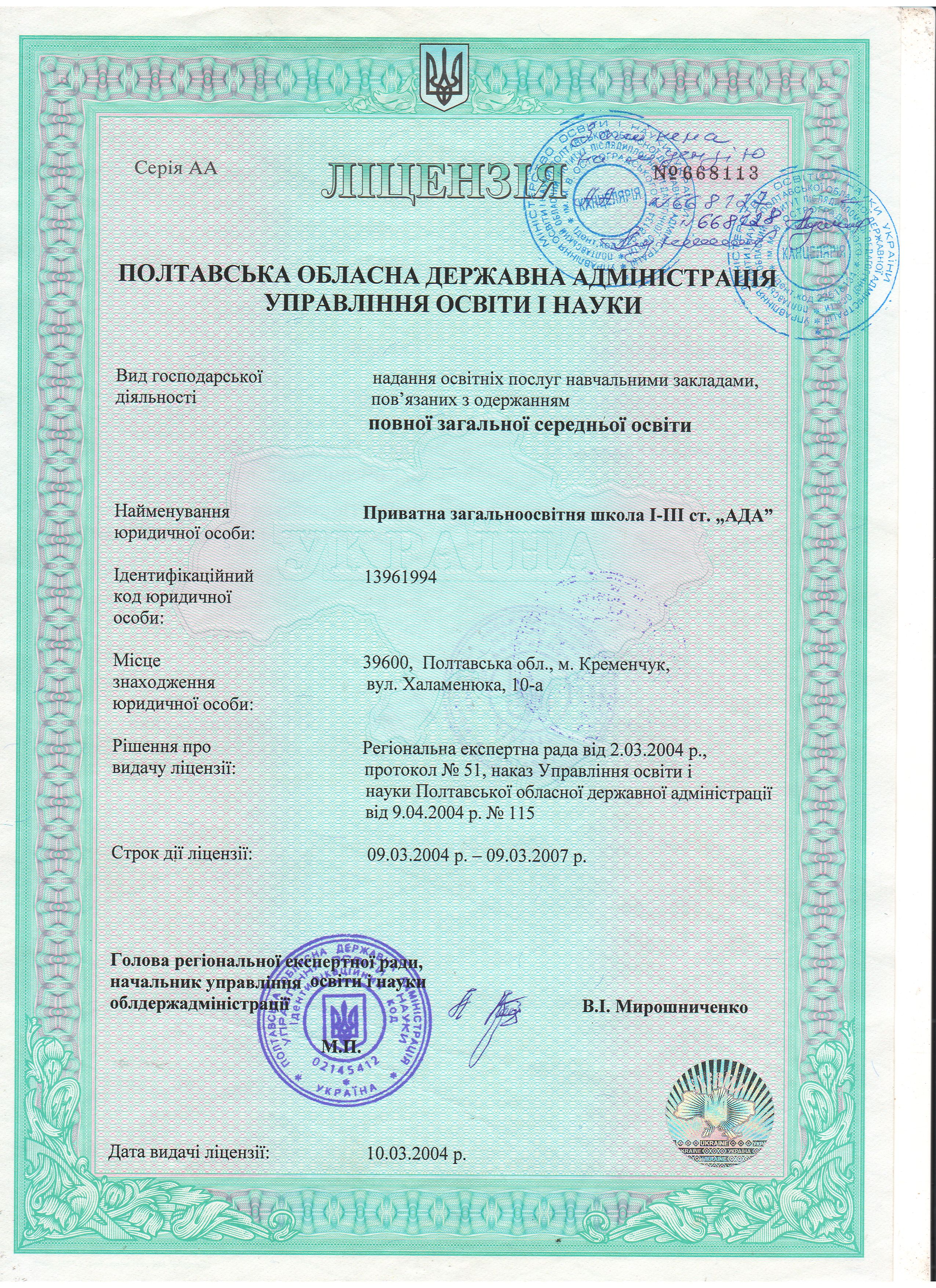
Лицензия на осуществление школой учебной деятельности

Школьная программа соответствовала нормам Министерства образования Украины. Занятия проводились на украинском и русском языках, особое внимание уделялось изучению английского, математики и информатики. Для обучения иностранным языками учащиеся разбивались на несколько групп по 8 — 10 человек. Обучение другим предметам также велось в небольших группах, от 12 до 20 учеников.
После занятий для учеников были организованы различные кружки и секции (драмкружок, шахматы, бальные танцы). Работала начальная школа полного дня с 08:00 до 18:00 для учеников 1— 4 классов. Для начальной школы предоставлялось трёхразовое питание, для старшей школы — одноразовое.

## Педагогический состав

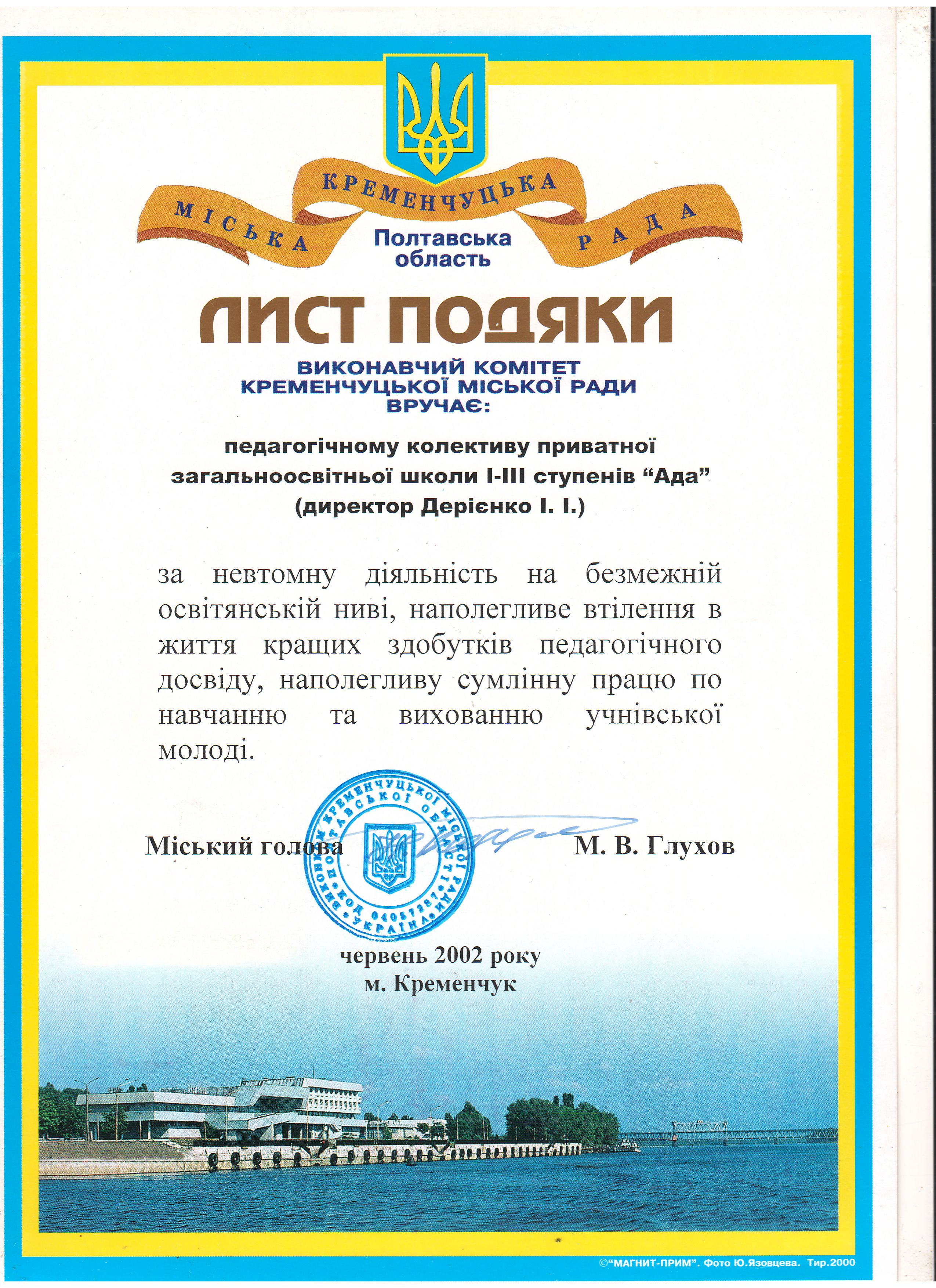
Благодарность педагогическому коллективу от мэра города

В 2006 году из 36 учителей, составлявших педагогический состав школы, 11 имели высшую квалификационную категорию (укр. Спеціаліст вищої категорії), 5 —  звание «Старший учитель», 4 — «Учитель-методист» (укр. Вчитель-методист). Ниже перечислены некоторые учителя:
- Варавин Сергей Дмитриевич — учитель истории Украины и всемирной истории;
- Зализняк Сергей Владимирович — учитель физики, заслуженный учитель Украины[2];
- Лушакова Алла Николаевна —  учитель истории искусств, краевед, кандидат искусствоведения[3], соавтор книги «Улицами старого Кременчуга»[4];
- Марусиченко Жанна Константиновна — учитель английского языка;
- Моздолевская Тамара Федоровна — учитель математики;
- Ольшевская Бронислава Феликсовна — учитель математики, завуч, учитель-методист;
- Похыла Валентина Викторовна — учитель украинского языка;
- Самусь Лариса Ивановна  — учитель русского языка и зарубежной литературы.

## Награды
Ученики школы «Ада» многократно занимали призовые места на городских и областных предметных олимпиадах, а также принимали участие в международных олимпиадах  «Кенгуру», «Левеня» («Львёнок»), «Колосок» и других. Количество призеров от школы в период с 2000 по 2006 год представлено в таблице ниже.
| Олимпиады                         | 2000-2001 | 2001-2002 | 2002-2003 | 2003-2004 | 2004-2005 | 2005-2006 |
| Районные                          | 14        | 12        | 7         | 9         | 11        | 13        |
| Областные                         | 8         | 2         | 2         | 2         | 3         | 4         |
| МАН (Малая академия наук Украины) | -         | 1         | -         | 2         | -         | -         |
| Всеукраинские среди частных школ  | 27        | 14        | 18        | 24        | 29        | 19        |
| Всеукраинские                     | -         | -         | -         | 1         | -         | 1         |

Школа также являлась одним из основателей Всеукраинской олимпиады юных математиков среди частных общеобразовательных школ.

## Известные ученики
- Дементьев, Егор Викторович — двукратный чемпион летних Паралимпийских игр 2012 года в Лондоне[6].